# Subterranean Animism
Touhou Chireiden ~ Subterranean Animism. (Nhật: 東方地霊殿 ～ Subterranean Animism. (Đông Phương Địa Linh Điện) Hepburn: Tōhō Chireiden, n.đ. "Cung điện của những linh hồn dưới lòng đất phương Đông") là trò chơi chính thứ mười một của loạt trò chơi bắn Danmaku Touhou Project. Được thực hiện bởi nhà sản xuất trò chơi Dōjin Team Shanghai Alice, phiên bản đầy đủ của trò chơi đã được phát hành vào Comiket thứ 74 bắt đầu vào tháng 8 năm 2008.

## Lối chơi
Subterranean Animism có hai nhân vật có thể chơi được, mỗi nhân vật có ba loại vũ khí đại diện cho một yêu quái hỗ trợ họ từ trên mặt đất. Giống như Mountain of Faith, việc thu thập các vật phẩm sức mạnh sẽ thêm tối đa bốn vệ tinh "tùy chọn" xung quanh nhân vật (hoặc tám vệ tinh khi người chơi chọn cặp Marisa / Alice), hoạt động khác nhau tùy theo nhân vật và loại vũ khí, và có thể mất khi dùng bom. Tuy nhiên, không giống như Mountain of Faith, mỗi quả bom có một hành vi khác nhau và một số gây ra các hiệu ứng đặc biệt trong trò chơi.
Hệ thống tính điểm một lần nữa dựa trên việc "lướt đạn", hành động đặt hitbox người chơi càng gần các viên đạn càng tốt mà không bị trúng đạn, cùng với việc thu thập hai loại vật phẩm do kẻ thù đánh rơi. Nhìn chung, hệ thống này giống với một số yếu tố cốt lõi của Embodiment of Scarlet Devil được hợp nhất cùng với Hệ thống Tiền thưởng Khẩn truơng từ loạt game Shikigami no Shiro. Do đó, người chơi được khuyến khích tích cực tìm kiếm mọi cơ hội có thể để tăng giá trị vật phẩm điểm và không để nó giảm xuống. Việc lướt qua số lượng lớn đạn trong thời gian ngắn sẽ lấp đầy "thước đo thông tin" ở góc dưới bên trái, được thưởng bằng hiệu ứng tạm thời tự động thu thập tất cả các vật phẩm rơi tự do khi thước đo đang ở giá trị lớn nhất, cho phép người chơi tập trung hoàn toàn vào hành động né đạn.

## Cốt truyện
Vào một ngày mùa đông, một mạch nước ngầm bất ngờ phun phun trào gần đền Hakurei. Thích thú với suối nước nóng kết quả, tiên nữ của đền thờ Reimu Hakurei không để ý đến các linh hồn trần gian đến cùng với mạch nước phun. Tuy nhiên, trong Biệt thự Hồng Ma Quán, người thủ thư Patchouli Knowledge trở nên lo lắng về tình hình và tìm Yakumo Yukari để xin lời khuyên. Vì đã có một thỏa thuận rằng yêu quái của thế giới trên và dưới mặt đất không được làm phiền lẫn nhau, nên yêu quái trên mặt đất đã cử Hakurei Reimu hoặc bạn của cô ấy Kirisame Marisa đến thế giới dưới lòng đất để điều tra dị biến này, trong khi yêu quái ở lại đằng sau và giao tiếp với con người thông qua các thiết bị ma thuật do Yakumo Yukari.
Đi xuống các tầng thấp nhất của nơi từng là Địa ngục, các nhân vật nữ chính khám phá ra nguyên nhân và mục đích của mạch phun nước linh hồn. Reiuji Utsuho, một con quạ địa ngục, nhận được sức mạnh tổng hợp hạt nhân từ một nữ thần bí ẩn của ngọn núi bằng cách tiêu thụ Yatagarasu. Hiểu sai những gì vị thần đã nói với mình, cô đã âm mưu thổi bùng ngọn lửa rực cháy của Địa ngục, hòng đốt cháy thế giới bên trên thành một Địa ngục hoang tàn. Người bạn mèo của Utsuho, Orin, đang lo lắng về sự thay đổi tính cách đột ngột của Utsuho, nên đã khởi động các mạch nước phun để cảnh báo thế giới ở trên. Theo thời gian, mối đe dọa hạt nhân được hóa giải và các nữ anh hùng chuyển sự chú ý của họ sang kẻ chủ mưu bí ẩn đằng sau vụ việc.
Trong màn Extra, các nhân vật nữ chính đến thăm đền Moriya trên đỉnh núi, nhưng các vị thần cư trú không có ở đó. Tuy nhiên, có một vị khách kỳ lạ đến thăm ngôi đền, Komeiji Koishi, người đã leo lên tận ngôi đền mà không bị phát hiện. Họ quyết định thử sức với nhau sau đó. Sau đó, một cư dân của đền Moriya đã giải thích động cơ của họ: nữ thần núi Yasaka Kanako muốn giới thiệu một dạng năng lượng mới để tạo sức sống cho ngọn núi, đặt tên cho kế hoạch là "Dự án Cách mạng Công nghiệp Núi". Thấy rằng các vị thần không có ý nghĩa gây hại, các nữ chính buông tha và quay trở lại cuộc sống thường ngày của họ.

## Nhân vật
Nhân vật chơi được: Hai nhân vật, mỗi người có thể chọn một cộng sự từ ba cộng sự yêu quái sẽ hỗ trợ từ xa trên mặt đất.
- Hakurei Reimu (博麗 霊夢) – Nhân vật chính, là vu nữ của đền Hakurei
  - Yakumo Yukari (八 雲 紫) - Một yêu quái có thể kiểm soát ranh giới, vì vậy Reimu có thể di chuyển từ đầu này sang đầu kia của màn hình. Tấn công bằng kim tốc độ cao.
  - Ibuki Suika (伊吹 萃香) – Một con quỷ có khả năng thu thập mọi thứ, vì vậy Reimu có thể tự động thu thập tất cả các vật phẩm trên màn hình. Tấn công bằng đạn xuyên thấu nhưng khá ít, phạm vi hẹp.
  - Shameimaru Aya  (射命丸 文) – Một con Thiên cẩu với tốc độ bay rất nhanh, vì vậy Reimu có thể di chuyển rất nhanh. Tấn công bằng quả cầu tên lửa cùng chiều và ngược chiều chuyển động tùy thuộc vào hướng di chuyển của người chơi.
- Kirisame Marisa (霧雨 魔理沙) – Người bạn pháp sư của Reimu, sống trong khu rừng Phép thuật.
  - Alice Margatroid (ア リ ス ・ マ ー ガ ト ロ イ ド) - Một ma pháp sư búp bê, vì vậy Marisa có thể bắn những luồng đạn với những con búp bê của mình và có thể tích trữ tối đa 8 con búp bê (chế độ tập trung được hoán đổi với chế độ bình thường)
  - Patchouli Knowledge (パ チ ュ リ ー ・ ノ ー レ ッ ジ) - Một ma pháp sư sử dụng ma pháp các yếu tố, vì vậy Marisa có thể bắn các kiểu đạn khác nhau khi chuyển đổi giữa 5 yếu tố khác nhau; bắn siêu tập trung, bắn lan rộng trong nước, bắn ba chiều bằng gỗ, bắn kim loại sang trái và phải từ các tùy chọn, bắn bằng đất phía sau lưng bạn.
  - Kawashiro Nitori (河 城 に と り) - Một con Hà đồng sử dụng công nghệ tiên tiến, vì vậy Marisa tấn công bằng tên lửa sức mạnh lớn (khi bạn ném bom nếu không trúng bạn sẽ nhận lại 50% sức mạnh)